# Mattafix
Mattafix es un dúo musical del Reino Unido, compuesto por Marlon Roudette y Preetesh Hirji. Su sonido es una fusión entre Hip Hop, Rock alternativo, R&B, Reggae, Dancehall, Blues, Jazz y Soul.

## Biografía
Marlon Roudette nació en Londres, Inglaterra, pero creció en la isla caribeña San Vicente y Las Granadinas con su madre y su hermana. Preetesh Hirji también nació en Londres, pero él es hijo de inmigrantes de la India.

### Signs of a Struggle(2005-2006)
Mattafix lanzó su primer sencillo "11.30 (Dirtiest Trick in Town)" de edición limitada con la discográfica Buddhist Punk Records el 13 de junio de 2005. Pero este no logró mucho éxito.
Su segundo sencillo, "Big City Life", fue lanzado por la compañía EMI el 8 de agosto de 2005, arrasando las listas de éxitos de casi toda Europa. Logró el puesto número 15 en el Reino Unido y alcanzó el número 1 en Alemania, Polonia, Austria, Italia, Suiza and Nueva Zelanda. Además logró un moderado éxito en otros países en los que logró entrar en el top 20.
Su tercer sencillo, "Passer By", fue lanzado el 24 de octubre de 2005. Aun así, no logró un gran éxito conformándose con el puesto 79 en las listas de éxitos. Este sencillo precedió su álbum de debut "Signs of a Struggle", que salió a la venta una semana después, pero solo fue lanzado en el Reino Unido y Polonia.
"Signs of a Struggle" recibió unas excelentes críticas y tuvo un éxito moderado en Europa, entrando en el top 100 de muchos países. Pero en su país de origen, el Reino Unido el álbum no pasó del puesto 159 de la lista de los más vendidos.
En abril del 2006 el dúo realizó un tour por todo el Reino Unido en compañía de Jem y Joss Stone para promocionar el álbum.
Su cuarto sencillo, "To & Fro", fue lanzado el 13 de marzo de 2006, este sigle fue lanzado a modo de descarga por Internet solo en el Reino Unido. Aun así no consiguió entrar en las listas de éxitos.
Su quinto sencillo, "Cool Down the Pace", salió en agosto de 2006. La canción fue alabada por la crítica y muy promocionada pero funcionó muy mal y no acabó de convencer al público inglés. Aun así este sencillo ayudó a Mattafix a continuar en el top 40 de grupos del Reino Unido. 
Este fue el último sencillo del álbum "Signs of a Struggle"

### Rhythm & Hymns(2007-presente)
El 7 de septiembre de 2007, Mattafix lanzó el sencillo, "Living Darfur", cogido de su segundo álbum Rhythm & Hymns. Pero solo estaba disponible para descargar desde Internet.
El sencillo salió a la venta en tiendas el 22 de octubre de 2007. En el video de este sencillo aparecía Matt Damon.
El álbum salió a la venta el 23 de noviembre de 2007 en la mayoría de los países Europeos. En Australia, fue lanzado el 17 de noviembre de 2007. La fecha de salida a venta en el Reino Unido esta todavía sin determinar.

## Discografía

### Álbumes
| Año  | Álbum               | Posición | Posición | Posición | Posición | Posición | Posición | Posición | Posición | Posición |
| Año  | Álbum               | AUT      | BEL      | EU       | FRA      | ALE      | ITA      | POL      | SUI      | RU       |
| ---- | ------------------- | -------- | -------- | -------- | -------- | -------- | -------- | -------- | -------- | -------- |
| 2005 | Signs of a Struggle | 10       | 32       | 62       | 75       | 35       | 12       | 64       | 15       | 159      |
| 2007 | Rhythm & Hymns      | —        | 31       | 92       | 48       | —        | 17       | 87       | 22       | —        |

### Sencillos
| Año  | Título                | Posición | Posición | Posición | Posición | Posición | Posición | Posición | Posición | Posición | Posición | Posición | Posición | Posición | Posición | Posición | Posición | Posición | Posición | Álbum               |
| Año  | Título                | AUS      | AUT      | BEL      | EU       | FIN      | FRA      | ALE      | ITA      | LUX      | NZ       | NOR      | POL      | SUE      | SUI      | TUR      | RU       | UCR      | MM       | Álbum               |
| ---- | --------------------- | -------- | -------- | -------- | -------- | -------- | -------- | -------- | -------- | -------- | -------- | -------- | -------- | -------- | -------- | -------- | -------- | -------- | -------- | ------------------- |
| 2005 | "Big City Life"       | 19       | 1        | 12       | 2        | 12       | 17       | 1        | 1        | 13       | 1        | 3        | 1        | 17       | 1        | —        | 15       | 35       | 20       | Signs of a Struggle |
| 2005 | "Passer By"           | —        | —        | —        | —        | —        | —        | —        | —        | —        | —        | —        | 44       | —        | —        | —        | 79       | —        | —        | Signs of a Struggle |
| 2006 | "To & Fro"            | —        | —        | 56       | —        | —        | —        | 73       | 56       | 57       | —        | —        | 30       | —        | 56       | —        | —        | —        | —        | Signs of a Struggle |
| 2006 | "Cool Down the Pace"  | —        | 52       | —        | 144      | —        | —        | 82       | 25       | —        | —        | —        | —        | —        | 63       | —        | —        | —        | —        | Signs of a Struggle |
| 2007 | "Living Darfur"       | —        | 21       | 50       | 35       | —        | 50       | 32       | 2        | 52       | —        | —        | 34       | —        | 13       | 32       | —        | —        | —        | Rhythm & Hymns      |
| 2008 | "Things Have Changed" | —        | —        | —        | —        | —        | —        | —        | —        | —        | —        | —        | —        | —        | —        | —        | —        | —        | —        | Rhythm & Hymns      |

### Videos
| Año  | Título               | Directores          |
| ---- | -------------------- | ------------------- |
| 2005 | "Big City Life"      | Scott Franklin      |
| 2005 | "Passer By"          | John Rankin Waddell |
| 2006 | "To & Fro"           | Max & Dania         |
| 2006 | "Cool Down the Pace" | Max & Dania         |
| 2007 | "Living Darfur"      | Mattafix            |